# دویرلی (شمکور)
دویرلی (به لاتین: Düyərli) یک منطقه مسکونی در جمهوری آذربایجان است که در شهرستان شمکور واقع شده است. دویرلی ۷۴۹۶ نفر جمعیت دارد.